# 莊仲方
莊仲方（1780年—1857年），字芝階。江蘇省常州府武進縣（今屬常州市），入籍浙江省嘉興府秀水縣（今嘉興市）人。清朝政治人物、藏書家。
嘉慶十五年（1810年）庚午科鄉試舉人。官至內閣中書，晚年築有映雪樓，藏書近5萬卷。著有《南宋文範》、《碧血录》、《古文练要》、《金文雅》等。